# Lituania en los Juegos Olímpicos de París 2024
Lituania estuvo representada en los Juegos Olímpicos de París 2024 por un total de 50 deportistas que compitieron en 13 deportes. Responsable del equipo olímpico es el Comité Olímpico Lituano, así como las federaciones deportivas nacionales de cada deporte con participación.
Los portadores de la bandera en la ceremonia de apertura fueron el regatista Rytis Jasiūnas y la jinete Justina Vanagaitė.

## Medallistas
El equipo olímpico de Lituania obtuvo las siguientes medallas:
| Nombre                                                                | Deporte        | Competición              |
| --------------------------------------------------------------------- | -------------- | ------------------------ |
| Oro                                                                   |                |                          |
| —                                                                     |                |                          |
| Plata                                                                 |                |                          |
| Dominika Banevič                                                      | Break dance    | Individual F             |
| Mykolas Alekna                                                        | Atletismo      | Disco M                  |
| Bronce                                                                |                |                          |
| Šarūnas Vingelis Gintautas Matulis Aurelijus Pukelis Evaldas Džiaugys | Baloncesto 3×3 | Torneo M                 |
| Viktorija Senkutė                                                     | Remo           | Scull individual (W1X) F |